# Nudora sarmatica
Nudora sarmatica is een rondwormensoort uit de familie van de Monoposthiidae.